# Аксиния Пейчева
Аксиния Пейчева е съвременна българска художничка. През 2016 получава магистърска по стенопис от Националната художествена академия в курса на проф. д-р Олег Гочев. През 2017 завършва образователната програма за млади художници „Близки срещи – визуални диалози / School4artists“ на ИСИ – София. Получава докторска степен от Националната художествена академия в София през 2019 г.

## Самостоятелни изложби
- 2021 – „Приказка за края“ с куратор Галина Димитрова, подкрепена от фондация ДА Лаб, в галурея Heerz Tooya, Велико Търново;
- 2019 – „БиоРеконструкция ... ( на един момент от бъдещето)“, създадена като част от стипендиантската програма на фондация „Културни перспективи“ под менторските насоки на Недко Солаков, представена паралелно в две пространства: галерия ИСИ – София и Aether Space;[2]
- 2018 – „Картография на травмата“ с куратор Лъчезар Бояджиев, представена в ИСИ-София (2018), подкрепена от фондация Гауденц Руф;
- 2017 – LUCUS, представена в галерия „Владимир Димитров – Майстора“, Кюстендил и след това в Карлсруе, Германия.

## Групови участия
- 2021 – „Прояви на изобилието’“, галерия САМСИ;[3]
- 2019 – Ars Electronica, Out of the Box, Линц, Австрия;
- 2019 – Instant Magic Series – Out of the Box, галерия Aether, София, куратор Войн де Войн;
- 2017 – School4artists, галерия ИСИ – София, куратори Яра Бубнова, Красимир Терзиев, Лъчезар Бояджиев.